# Polystichum chilense
Polystichum chilense är en träjonväxtart som först beskrevs av Christ, och fick sitt nu gällande namn av Friedrich Ludwig Diels. Polystichum chilense ingår i släktet Polystichum och familjen Dryopteridaceae. Utöver nominatformen finns också underarten P. c. dusenii.